# 田代律雄
田代 律雄（たしろ りつお、1860年11月16日（万延元年10月4日） - 1910年（明治43年）4月24日）は、明治時代の司法官。大審院判事。

## 経歴
もと熊本藩士。1890年（明治23年）判事に任じられて東京地方裁判所判事となり、ついで宇都宮地方裁判所部長、東京控訴院部長判事などを経て、1901年（明治34年）大審院判事に任じた。1910年（明治43年）4月24日、東京府荏原郡入新井村（入新井町、東京市大森区を経て現東京都大田区）の自邸で卒去した。

## 栄典
位階
- 1910年（明治43年）4月24日 - 正四位[2]